# Список акимов областей Казахстана
Аким области (каз. Облыс әкімі; до принятия Конституции 1995 года — Глава администрации области) — глава областного исполнительного органа власти в Казахстане. В городах республиканского значения (Астана, Алма-Ата, Шымкент), равных по статусу областям, должность именуется Аким города (до 1995 года — Глава администрации города). Город республиканского значения Байконур, арендуемый Российской Федерацией и имеющий, на период аренды, статус, соответствующий городу федерального значения РФ, возглавляет Глава администрации города. Полномочия акимов регулируются пунктом 3 статьи 87 Конституции Казахстана. На 07.12.2015 казахи составляли 93,4 % от общего числа акимов, не казахи — 6,6 %. В 2017 году минимальная зарплата акима области в Казахстане составляла 716,8 тысячи тенге.
Ниже представлен список акимов областей Казахстана с февраля 1992 года, когда были ликвидированы облисполкомы и введены должности глав областных, городских и иных администраций. Символом # обозначены осуждённые акимы. Список областей в алфавитном порядке, а список акимов в хронологическом.

## Абайская область
1. Уранхаев, Нурлан Тельманович (11 июня 2022 — 14 февраля 2025)[4][5]
2. Берик Уали (с 17 февраля 2025 года)

## Акмолинская область
1. Браун, Андрей Георгиевич (1992—1997)
2. Карибжанов, Жаныбек Салимович (июль — декабрь 1997)
3. Гартман, Владимир Карлович (декабрь 1997 — сентябрь 1998)
4. Кулагин, Сергей Витальевич (сентябрь 1998 — март 2004)
5. Есенбаев, Мажит Тулеубекович (март 2004 — январь 2008)
6. Рау, Альберт Павлович (23 января 2008 — 13 марта 2010)
7. Дьяченко, Сергей Александрович (13 марта 2010 — 21 января 2012)
8. Кожамжаров, Кайрат Пернешович (21 января 2012 — 21 января 2013)
9. Айтмухаметов, Косман Каиртаевич (январь 2013 — май 2014)
10. Кулагин, Сергей Витальевич (27 мая 2014 — 14 марта 2017)
11. Мурзалин, Малик Кенесбаевич (14 марта 2017 года — 19 марта 2019)
12. Маржикпаев, Ермек Боранбаевич (19 марта 2019 — 2 сентября 2023)[6]
13. Ахметжанов, Марат Муратович (с 5 сентября 2023)[7]

## Актюбинская область
1. Кулмаханов, Шалбай Кулмаханович (1992—1993)
2. Пачин, Савелий Тимофеевич (1993—1995)
3. Мусин, Аслан Еспулаевич (сентябрь 1995 — апрель 2002)
4. Имантаев, Ермек Жетписбаевич (апрель 2002 — июль 2004)
5. Сагиндыков, Елеусин Наурызбаевич (10 июля 2004 — 22 июля 2011)
6. Мухамбетов, Архимед Бегежанович (22 июля 2011 — 11 сентября 2015)[8]
7. Сапарбаев, Бердыбек Машбекович (11 сентября 2015 — 25 февраля 2019)[9]
8. Уразалин, Ондасын Сеилович (26 февраля 2019 — 31 августа 2022)[10]
9. Тугжанов, Ералы Лукпанович (31 августа 2022 — 5 сентября 2023)
10. Шахаров, Асхат Берлешевич (с 5 сентября 2023)[11]

## Алматинская область
1. Есимов, Ахметжан Смагулович (1992—1994)
2. Узбеков, Умирзак Узбекович (1994—1996)
3. Умбетов, Серик Абикенович (1996—1997)
4. Нуркадилов, Заманбек Калабаевич (декабрь 1997 — май 2001)
5. Кулмаханов, Шалбай Кулмаханович (май 2001 — 11 августа 2005)
6. Умбетов, Серик Абикенович (11 августа 2005 — 13 апреля 2011)
7. Мусаханов, Анзар Турсунканович (с 13 апреля 2011 — 20 августа 2014)[12]
8. Баталов, Амандык Габбасович (20 августа 2014 — 24 ноября 2021)
9. Бозумбаев, Канат Алдабергенович (24 ноября 2021 — 11 июня 2022)
10. Султангазиев, Марат Елеусизович (с 11 июня 2022)

## Атырауская область
1. Тугельбаев, Сагат Кашкенович (февраль 1992 — октябрь 1994)
2. Чердабаев, Равиль Тажигариевич (1994—1999)
3. Тасмагамбетов, Имангали Нургалиевич (1999 год — декабрь 2000 года)
4. Даукеев, Серикбек Жусупбекович (декабрь 2000 — апрель 2002)
5. Мусин, Аслан Еспулаевич (3 апреля 2002 года — 6 октября 2006 года)
6. Рыскалиев, Бергей Саулебаевич (октябрь 2006 — август 2012)
7. Измухамбетов, Бактыкожа Салахатдинович (август 2012 — 26 марта 2016)
8. Ногаев, Нурлан Аскарович (29 марта 2016 — 16 декабря 2019)
9. Досмухамбетов, Махамбет Джолдасгалиевич (декабрь 2019 — апрель 2022)
10. Шапкенов, Серик Жамбулович (с 7 апреля 2022)

## Восточно-Казахстанская область
1. Бектемисов, Амангельды Иманакышевич (февраль 1992 — 17 июня 1994)
2. Лавриненко, Юрий Иванович (17 июня 1994 — 30 ноября 1995)
3. Десятник, Леонид Васильевич (30 ноября 1995 — 10 апреля 1996)
4. Нагманов, Кажмурат Ибраевич (10 апреля 1996 — 17 апреля 1997)
5. Метте, Виталий Леонидович (17 апреля 1997 — 26 февраля 2003)
6. Абайдильдин, Талгатбек Жамшитович (27 февраля 2003 — 8 декабря 2004)
7. Храпунов, Виктор Вячеславович (8 декабря 2004 — 11 января 2007)
8. Карибжанов, Жаныбек Салимович (11 января 2007 — 7 мая 2008)
9. Бергенев, Адылгазы Садвокасович (7 мая 2008 — 4 марта 2009)
10. Сапарбаев, Бердыбек Машбекович (4 марта 2009 — 11 ноября 2014)[13]
11. Ахметов, Даниал Кенжетаевич (11 ноября 2014 — 16 июня 2023)[14][15]
12. Кошербаев, Ермек Беделбаевич (16 июня 2023 — 14 февраля 2025)[16][17]
13. Сактаганов, Нурымбет Аманович (с 17 февраля 2025)[18]

## Жамбылская область
1. Байгельди, Омирбек (1992—1995)
2. Тшанов, Амалбек Козыбакович (1995—1998)
3. Калмурзаев, Сарыбай Султанович (1998—1999)
4. Умбетов, Серик Абикенович (февраль 1999 — 14 мая 2004)
5. Жексембин, Борибай Бикожаевич (14 мая 2004 — 30 ноября 2009)
6. Бозумбаев, Канат Алдабергенович (30 ноября 2009 — 20 декабря 2013)
7. Кокрекбаев, Карим Насбекович (30 декабря 2013 — 10 января 2018)
8. Мырзахметов, Аскар Исабекович (10 января 2018 — 10 февраля 2020)
9. Сапарбаев, Бердибек Машбекович (10 февраля 2020 — 7 апреля 2022)
10. Нуржигитов, Нуржан Молдиярович (7 апреля 2022 — 5 сентября 2023)
11. Карашукеев, Ербол Шыракпаевич (с 5 сентября 2023)[19]

## Жетысуская область
1. Исабаев, Бейбит Оксикбаевич (с 11 июня 2022)

## Западно-Казахстанская область
1. Искалиев, Нажамеден Ихсанович (февраль 1992 — январь 1993)
2. Джакупов, Кабибулла Кабенович (январь 1993 — 18 декабря 2000)
3. Кушербаев, Крымбек Елеуович (18 декабря 2000 — 18 ноября 2003)
4. Ашим, Нургали Садуакасович (18 ноября 2003 — 28 августа 2007)
5. Измухамбетов, Бактыкожа Салахатдинович (28 августа 2007 — 20 января 2012)
6. Ногаев, Нурлан Аскарович (20 января 2012 — 26 марта 2016)
7. Кульгинов, Алтай Сейдирович (26 марта 2016 — 13 июня 2019)
8. Искалиев, Гали Нажмеденович (13 июня 2019 — 2 декабря 2022)
9. Турегалиев, Нариман Турегалиевич (со 2 декабря 2022)[20]

## Карагандинская область
1. Нефёдов, Пётр Петрович (1992—1997)
2. Есенбаев, Мажит Тулеубекович (июль 1997 — октябрь 1999)
3. Мухамеджанов, Камалтин Ескендирович (октябрь 1999 — 19 января 2006)
4. Нигматулин, Нурлан Зайруллаевич (19 января 2006 — 19 ноября 2009)
5. Ахметов, Серик Ныгметович (19 ноября 2009 — 20 января 2012)
6. Кусаинов, Абельгази Калиакпарович (20 января 2012 — 28 января 2013)
7. Абдишев, Бауржан Туйтеевич (29 января 2013 — 20 июня 2014)
8. Абдибеков, Нурмухамбет Канапиевич (20 июня 2014 — 14 марта 2017)
9. Кошанов, Ерлан Жаканович (14 марта 2017 — 18 сентября 2019)
10. Касымбек, Женис Махмудулы (19 сентября 2019 — 8 декабря 2022)
11. Булекпаев,  Ермаганбет Кабдулович (с 8 декабря 2022)[21]

## Костанайская область
1. Укин, Кенжебек Укинович (1992—1993)
2. Турсумбаев, Балташ Молдабаевич (1993—1995)
3. Кадамбаев, Токтарбай Кадамбаевич (1995—1998)
4. Шукеев, Умирзак Естаевич (август 1998 — март 2004)
5. Кулагин, Сергей Витальевич (март 2004 — январь 2012)
6. Садуакасов, Нуралы Мустафинович (20 января 2012 — 11 сентября 2015)
7. Мухамбетов, Архимед Бегежанович (11 сентября 2015 — 1 декабря 2022)
8. Аксакалов, Кумар Иргибаевич (с 1 декабря 2022)[22]

## Кызылординская область
1. Шаухаманов, Сеилбек Шаухаманович (1992—1995)
2. Сапарбаев, Бердибек Машбекович (сентябрь 1995 — июль 1999)
3. Нургисаев, Серикбай Урикбаевич (28 июля 1999 — апрель 2004)
4. Адырбеков, Икрам Адырбекович (апрель 2004 — январь 2007)
5. Кул-Мухаммед, Мухтар Абрарулы (11 января 2007 — 12 мая 2008)
6. Куандыков, Болатбек Баянович (12 мая 2008 — 17 января 2013)
7. Кушербаев, Крымбек Елеуович (17 января 2013 — 28 июня 2019)
8. Искаков, Куанышбек Досмаилович (28 июня 2019 — 28 марта 2020)
9. Абдыкаликова, Гульшара Наушаевна (28 марта 2020 — 7 апреля 2022)
10. Налибаев, Нурлыбек Машбекович (с 7 апреля 2022)

## Мангистауская область
1. Новиков, Фёдор Афанасьевич (1992—1993)
2. Киинов, Ляззат Кетебаевич (1993—1995)
3. Левитин, Вячеслав Леонидович (сентябрь 1995 — октябрь 1997)
4. Баев, Николай Иванович (октябрь 1997—1999)
5. Киинов, Ляззат Кетебаевич (1999—2002)
6. Палымбетов, Болат Абылкасымович (февраль 2002 — январь 2006)
7. Кушербаев, Крымбек Елеуович (24 января 2006 — 22 декабря 2011)
8. Мухамеджанов, Бауржан Алимович (22 декабря 2011 — 18 января 2013)
9. Айдарбаев, Алик Серикович (18 января 2013 — 14 марта 2017)
10. Тугжанов, Ералы Лукпанович (14 марта 2017 — 13 июня 2019)
11. Трумов, Серикбай Утелгенович (13 июня 2019 — 7 сентября 2021)
12. Ногаев, Нурлан Аскарович (7 сентября 2021 — 16 мая 2024)
13. Килыбай, Нурдаулет Игиликулы (с 17 мая 2024)

## Павлодарская область
1. Жабагин, Асыгат Асиевич (1992—1993)
2. Ахметов, Даниал Кенжетаевич (1993—1997)
3. Жакиянов, Галымжан Бадылжанович (декабрь 1997 — ноябрь 2001)
4. Ахметов, Даниал Кенжетаевич (2001—2003)
5. Нурпеисов, Кайрат Айтмухамбетович (14 июня 2003 — сентябрь 2008)
6. Сагинтаев, Бакытжан Абдирович (30 сентября 2008 — 20 января 2012)
7. Арын, Ерлан Мухтарулы (20 января 2012 — 20 декабря 2013)
8. Бозумбаев, Канат Алдабергенович (20 декабря 2013 — 25 марта 2016)
9. Бакауов, Булат Жумабекович (25 марта 2016 — 21 января 2020)[23]
10. Скаков, Абылкаир Бактыбаевич (21 января 2020 — 1 декабря 2022)
11. Байханов, Асаин Куандыкович (с 7 декабря 2022)[24]

## Северо-Казахстанская область
1. Гартман, Владимир Карлович (1992—1997)
2. Ахметов, Даниал Кенжетаевич (1997—1999)
3. Нагманов, Кажмурат Ибраевич (октябрь 1999 — май 2002)
4. Смирнов, Анатолий Владимирович (17 мая 2002 — 24 декабря 2003)
5. Мансуров, Таир Аймухаметович (24 декабря 2003 — 9 октября 2007)
6. Билялов, Серик Султангазинович (9 октября 2007 — 22 января 2013)
7. Ескендиров, Самат Сапарбекович (22 января 2013 — 27 мая 2014)
8. Султанов, Ерик Хамзинович (27 мая 2014 года — 14 марта 2017)
9. Аксакалов, Кумар Иргибаевич (14 марта 2017 — 1 декабря 2022)
10. Сапаров, Айдарбек Сейпеллович (1 декабря 2022 — 4 сентября 2023)
11. Нурмухамбетов, Гауез Торсанович (с 23 сентября 2023)[25]

## Туркестанская область
1. Туймебаев, Жансеит Кансеитович (19 июня 2018 — 26 февраля 2019)
2. Шукеев, Умирзак Естаевич (26 февраля 2019 — 31 августа 2022)
3. Сатыбалды, Дархан Амангельдиевич (31 августа 2022 — 6 января 2025)
4. Кушеров, Нуралхан Оралбаевич (с 6 января 2025)

### Южно-Казахстанская область(1992—2018)
1. Уркумбаев, Марс Фазылович (1992—1993)
2. Турисбеков, Заутбек Каусбекович (декабрь 1993 — декабрь 1997)
3. Абдуллаев, Калык Абдуллаевич (декабрь 1997 — июль 1999)
4. Сапарбаев, Бердыбек Машбекович (июль 1999 — август 2002)
5. Жылкышиев, Болат Абжапарулы (31 августа 2002 — сентябрь 2006)
6. Шукеев, Умирзак Естаевич (сентябрь 2006 — 28 августа 2007)
7. Ашим, Нургали Садуакасович (28 августа 2007 — 4 марта 2009)
8. Мырзахметов, Аскар Исабекович (4 марта 2009 — 8 августа 2015)
9. Атамкулов, Бейбут Бакирович (8 августа 2015 — 7 октября 2016)
10. Туймебаев, Жансеит Кансеитович (7 октября 2016 — 19 июня 2018)

## Улытауская область
1. Абдыгалиулы, Берик (11 июня 2022 — 9 октября 2024)
2. Рыспеков, Дастан Адаевич (с 9 октября 2024)

## Акимыупразднённых областей

### Джезказганская область
1. Юрченко, Григорий Петрович (1992—1994)
2. Саламатин, Альберт Гергардович (1994)
3. Нагманов, Кажмурат Ибраевич (август 1994 — апрель 1996)
4. Смаилов, Ерлан Байкенович (1996—1997)

### Кокшетауская область
1. Карибжанов, Жаныбек Салимович (1992—1993)
2. Искалиев, Нажамеден Ихсанович (1993)
3. Жумабаев, Кызыр Ибраевич (1993—1996)
4. Жангалов, Досбол Баянович (1996—1997)

### Семипалатинская область
1. Чернов, Вячеслав Фёдорович (1992—1994)[26]
2. Жакиянов, Галымжан Бадылжанович (1994—1997)
3. Метте, Виталий Леонидович (март — апрель 1997)

### Талдыкорганская область
1. Турсунов, Сагинбек Токабаевич (1990—1993)
2. Ахымбеков, Серик Шаяхметович (1993—1996)
3. Узбеков, Умирзак Узбекович (1996—1997)

### Тургайская область
1. Кулагин, Сергей Витальевич (февраль 1992 — июнь 1993)
2. Косабаев, Жакан (июнь 1993 — октябрь 1995)
3. Брынкин, Виталий Алексеевич (октябрь 1995 — апрель 1997)

## Города республиканского значения

### Астана
1. Булекпаев, Аманжол Куанышевич (1992—1997)
2. Джаксыбеков, Адильбек Рыскельдинович (10 декабря 1997 — июнь 2003)
3. Досмухамбетов, Темирхан Мынайдарович (июнь 2003 — март 2004)
4. Шукеев, Умирзак Естаевич (март 2004 — сентябрь 2006)
5. Мамин, Аскар Узакпаевич (21 сентября 2006 — 4 апреля 2008)
6. Тасмагамбетов, Имангали Нургалиевич (4 апреля 2008 — 22 октября 2014)
7. Джаксыбеков, Адильбек Рыскельдинович (22 октября 2014 — 21 июня 2016)
8. Исекешев, Асет Орентаевич (21 июня 2016 — 10 сентября 2018)[27]
9. Султанов, Бахыт Турлыханович (11 сентября 2018 — 13 июня 2019)
10. Кульгинов, Алтай Сейдирович (13 июня 2019 — 8 декабря 2022)
11. Касымбек, Женис Махмудулы (с 8 декабря 2022)[28]

### Алма-Ата
1. Нуркадилов, Заманбек Калабаевич (1992—1994)
2. Кулмаханов, Шалбай Кулмаханович (июнь 1994 — июнь 1997)
3. Храпунов, Виктор Вячеславович (16 июня 1997 — 9 декабря 2004) #
4. Тасмагамбетов, Имангали Нургалиевич (9 декабря 2004 — 4 апреля 2008)
5. Есимов, Ахметжан Смагулович (c 4 апреля 2008 — 9 августа 2015)[29][30]
6. Байбек, Бауыржан Кыдыргалиулы (9 августа 2015 — 28 июня 2019)[31]
7. Сагинтаев, Бахытжан Абдирович (28 июня 2019 — 31 января 2022)
8. Досаев, Ерболат Аскарбекович (31 января 2022 — 24 мая 2025)
9. Сатыбалды, Дархан Амангельдиевич (с 24 мая 2025)

### Шымкент
1. Тшанов, Амалбек Козыбакович (21 февраля 1992 — 15 декабря 1993)
2. Белгибаев, Сеит Куандыкович (15 декабря 1993 — 16 октября 1995)
3. Орман, Анарбек Онгарулы (16 октября 1995 — 14 декабря 1997)
4. Избасханов, Кылышбек Сатылганович (14 декабря 1997 — 14 мая 1999)
5. Бекжигитов, Торетай Тунгышович (14 мая 1999 — 17 января 2001)
6. Жылкышиев, Болат Абжапарулы (15 марта 2001 — август 2002)
7. Жумжаев, Галымжан Куралбекович (10 сентября 2002 — 17 февраля 2006)
8. Аметулы, Омирзак (20 февраля — 27 сентября 2006)
9. Орман, Анарбек Онгарулы (27 сентября 2006 — 19 февраля 2008)
10. Жетписбаев, Арман Шарипбаевич (19 февраля 2008 — 24 апреля 2012)
11. Молдасеитов, Кайрат Кусеинович (24 апреля 2012 — 27 мая 2013)
12. Сатыбалды, Дархан Амангельдиевич (27 мая 2013 — 19 августа 2015)[32]
13. Абдрахимов, Габидулла Рахматуллаевич (19 августа 2015 — 31 октября 2017)
14. Сауранбаев, Нурлан Ермекович (7 ноября 2017 — 20 июня 2018)
15. Абдрахимов, Габидулла Рахматуллаевич (20 июня 2018 — 30 июля 2019)[33]
16. Айтаханов, Ерлан Куанышович (30 июля 2019 — 21 января 2020)
17. Айтенов, Мурат Дуйсенбекович (21 января 2020 — 5 сентября 2023)
18. Сыздыкбеков, Габит Абдимажитович (с 5 сентября 2023)[34]